# Собор Христа Царя (Паневежис)
Собор Христа Царя (лит. Kristaus Karaliaus katedra), Собор Паневежиса — католицький собор в місті Паневежис, Литва. Кафедральний собор Паневежиської дієцезії, побудований в 1926—1933 роках.

## Історія
У 1860 році єпископ Мотеюс Валанчус започаткував будівництво нової католицької церкви в Паневежисі, проте після придушення Січневого повстання 1863 року царський уряд заборонив будівництво нових католицьких храмів і закрив більшу частину католицьких монастирів. В результаті, на все місто залишилася єдина діюча католицька церква — апостолів Петра і Павла, яка не могла вмістити всіх парафіян міста. Після численних прохань громади, в 1904 році нарешті було отримано дозвіл на будівництво нової церкви. Храм, який повинен був отримати ім'я Святого Станіслава, почав будуватися, однак під час Першої світової війни будівництво було зупинене.
У 1926 році, вже в незалежній Литовській Республіці, була утворена окрема Паневежиська дієцезія. Було прийнято рішення перебудувати недобудовану церкву св. Станіслава в новий кафедральний собор, архітектурний проект будівлі був при цьому був істотно змінений. 30 червня 1933 року новий собор був освячений в ім'я Христа Царя. Майроніс, у зв'язку з будівництвом собору, написав гімн Христу Царю. Роботи над інтер'єром тривали до 1939 року.

## Архітектура
Собор побудовано в стилі архітектури бароко. Будівля храму має 55 м у довжину, 27 м в ширину і 16 м у висоту. Головною архітектурною домінантою храму служить центральна дзвіниця над головним фасадом висотою 55 метрів. Дзвіниця триярусна, за плануванням — квадратної форми, увінчана куполом із хрестом. Над пресбітерієм також знаходиться невелика башточка. У дзвіниці є 4 дзвони, відлиті в 1931 році в німецькому місті Апольда. Найбільший дзвін, названий на честь Христа Царя, важить 1628 кг. Три інші дзвони названі на честь Пресвятої Діви Марії (771 кг), Казимира Святого (434 кг) і Святого Станіслава (301 кг). Також на головному фасаді, з обох боків дзвіниці, розташовані дві триметрові статуї — Папи Римського Пія XI і блаженного Юргіса Матулайтіса.
Собор — тринефний, нефи розділені квадратними колонами. Стеля прикрашена фресками переважно в блакитних тонах, що створює ілюзію неба. Фреска над пресбітерієм зображує сцену явлення Казимира Святого солдатам Великого князівства Литовського в 1518 році. Головний вівтар розташований під по-багатому декорованим ківорієм і прикрашений високою статуєю Христа Царя авторства скульптора Юозаса Зікараса. Бічні вівтарі, присвячені Пресвятій Діві Марії і Франциску Ассізькому, виконані з різьбленого дуба. Орган собору побудований в 1931 році в Кенігсберзі.